# 1,2-dioxetaandion
De chemische verbinding 1,2-dioxaandion of 1,2-dioxcyclobutaan-3,4-dion, vaak ook aangeduid als peroxyzure ester, is een onstabiel oxide van koolstof met de formule {\displaystyle {\ce {C2O4}}}. Het kan bezien worden als een dubbel keton van 1,2-dioxetaan (1,2-dioxacyclobutaan), of als een cyclisch dimeer van koolstofdioxide.
Onder standaard omstandigheden ontleedt de verbinding snel tot koolstofdioxide, zelfs bij 180 K (= −93 °C), maar het kan gedetecteerd worden met behulp van massaspectrometrie en andere analytische technieken..
1,2-dioxetaandion is een intermediair in de chemoluminescentie-reacties zoals die worden toegepast in Glowsticks. De ontleding verloopt via een paramagnetisch oxalaat-biradicaal.
In onderstaand schema ontstaat het 1,2-dioxetaandion in de bovenste reactie. In de middelste reactie treedt de ontleding op, de energie die vrijkomt wordt op een kleurstof ("dye") overgedragen. In de laatste reactie staat de kleurstof die energie weer af onder uitzending van zuchtbaar licht.
Inmiddels (2009) is aangetoond dat een hoog-energetisch interediair, aangenomen wordt dat dit 1,2-dioxetaandion is, in een soortgelijke reactie tussen oxalylchloride en waterstofperoxide in ethylacetaat bij kamertemperatuur een concentratie kan opbouwen tot minstens enkele μmol. Voorwaarden zijn wel een inerte atmosfeer (stikstof, edelgassen) en er mogen geen sporen van de kleurstof, metalen of andere reducerende stoffen aanwezig zijn.